# Nederländernas historia efter 1945
Nederländerna befriades under andra världskrigets slutskede 1945 från Tysklands militära närvaro. Slaget om Texel var ett av få fältslag där tyska trupper stred efter Tysklands kapitulation. Efter kriget ville nederländska regeringen annektera stora delar av Tyskland som krigsskadestånd. Efter förhandlingar annekterades bara 69 kvadratkilometer, som Västtyskland köpte tillbaka 1963. Operation Black Tulip verkställdes under åren efter kriget, för att förvisa alla tyskar från Nederländerna.
När Japan kapitulerade i Asien, började indonesiska revolutionen i Nederländska Ostindien, vilken ledde till att Indonesien blev självständigt 1949. Nederländska Nya Guinea kvarstod sedan som nederländsk besitning fram till 1962, då det annekterades av Indonesien.
Nederländerna gick med i EEC, som senare utvecklades till EU, och i NATO vid starten 1949.
Surinam blev självständigt i november 1975. Karibiska Nederländerna, som före oktober 2010 kallades Nederländska Antillerna, står dock fortfarande (2022) under Nederländskt beroende.
Den 30 april 1980 abdikerade drottning Juliana av Nederländerna.

## Sport

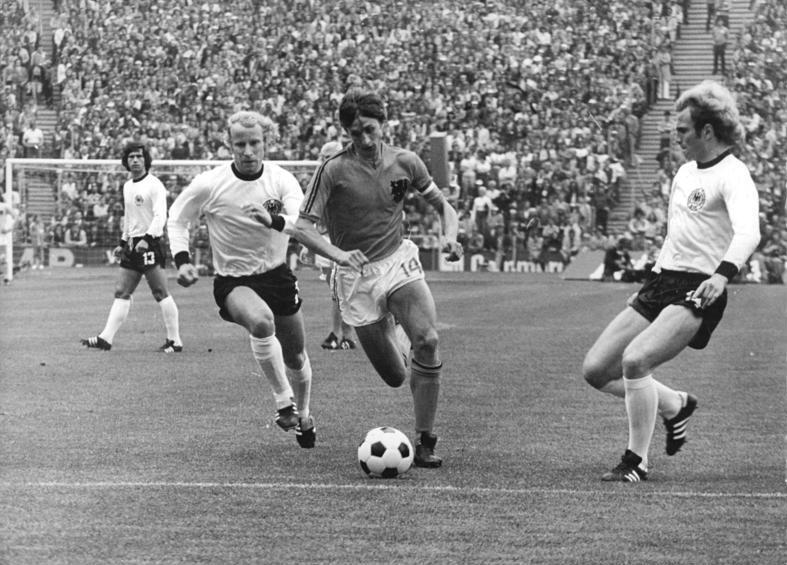
Nederländerna förlorar VM-finalen i fotboll mot Västtyskland i München i juli 1974.

På sportfronten har bland annat de nederländska fotbollsherrarna utmärkt med tre VM-finaler (1974. 1978 och 2010, dock stryk alla tre gånger), samt blivit Europamästare 1988. År 2000 arrangerade man Europamästerskapet i fotboll tillsammans med Belgien.

### Fotnoter
1. ↑  Jasmine Urwäder (23 mars 2022). ”Historien bakom Nato” (på svenska). Svenska Yle. https://svenska.yle.fi/a/7-10014443. Läst 17 juni 2022.
2. ↑  Martin Hedström, Ola Hjalmarsson, Linnea Heppling (12 maj 2022). ”Det här är Nato”. SVT Nyhete. https://www.svt.se/datajournalistik/nato/. Läst 17 juni 2022.
3. ↑  ”The Netherlands” (på engelska). World Statesmen. http://www.worldstatesmen.org/Netherlands.htm. Läst 5 juli 2011.
4. ↑  ”Nederländernas drottningmoder död” (på svenska). Svenska Dagbladet. 20 mars 2004. https://www.svd.se/a/ca6c2b26-0e44-3d86-be24-2c6064d88aa0/nederlandernas-drottningmoder-dod. Läst 17 juni 2022.